# Histoire de Melody Nelson
Histoire de Melody Nelson é um disco do cantor e compositor francês Serge Gainsbourg.

## Faixas
Todas as músicas por Serge Gainsbourg, exceto quando assinaladas
1. "Melody" – 7:32
2. "Ballade de Melody Nelson" (Serge Gainsbourg/Jean-Claude Vannier) – 2:00
3. "Valse de Melody" – 1:31
4. "Ah! Melody" (Gainsbourg/Vannier) – 1:47
5. "L'Hôtel Particulier" – 4:05
6. "En Melody" (Gainsbourg/Vannier) – 3:25
7. "Cargo Culte" – 7:37